# Costarica costaricensis
Costarica costaricensis är en insektsart som först beskrevs av Frédéric Carbonell 2002.  Costarica costaricensis ingår i släktet Costarica och familjen Romaleidae. Inga underarter finns listade i Catalogue of Life.